# Banatschwäbisch
Banatschwäbisch (auch  Donauschwäbisch) ist eine Mundart, die im Siedlungsgebiet der Donauschwaben im südöstlichen Teil Europas, dem Banat und der Batschka gesprochen wurde und zum Teil noch wird. Die durch den Anteil an der hochdeutschen Lautverschiebung als Mitteldeutsch gekennzeichnete Mundart ist dem Pfälzischen und Saarländischen sehr nahe, gespickt mit Elementen aus dem Ostfränkischen und Hessischen.

## Entstehung

Historische Region Banat

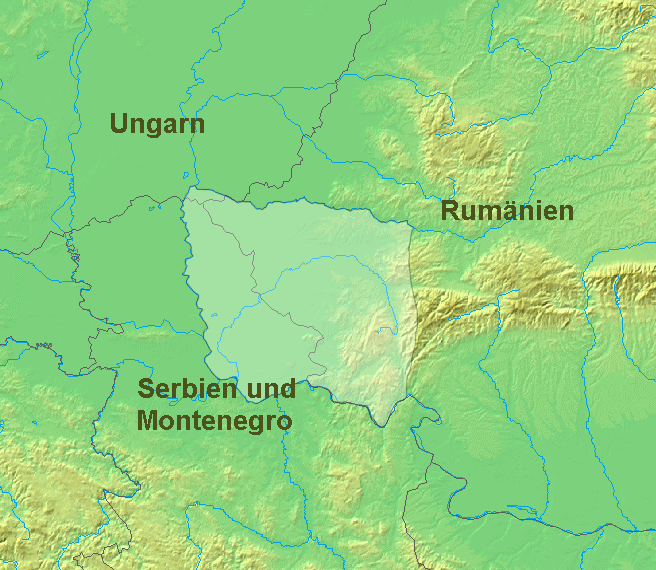
Banat in den heutigen Staatsgrenzen

Das Banatschwäbische umfasst eine Anzahl von Dialekten, die sich je nach den Mundarten der verschiedenen Herkunftsgebiete der deutschen Einwanderer im 18. Jahrhundert an ihrer Herausbildung am meisten durchgesetzt haben. Der zahlenmäßig größte Teil der Einwandererfamilien Mitte des 18. Jahrhunderts kam aus moselfränkischen und rheinfränkischen Gebieten, ferner auch aus südfränkischen, ostfränkischen, schwäbischen, alemannischen aber auch aus dem Westfälischen. 
Diese Gründerfamilien verständigten sich anfangs in sechs Mundarten. Man könnte schließen, dass die heute gesprochene Mundart eine vorwiegend moselfränkische sein müsste. Weil aber zwischen den Mundarten Ausgleiche stattfanden, denn die Sprecher trachteten danach, ihre Sprachgewohnheiten zu vereinheitlichen, setzte sich im Laufe der Zeit die Mundart durch, die sich am meisten der Hochsprache näherte und die auch in den Nachbarorten verstanden wurde. 

## Verbreitung
Das trifft auch für die Mundart in Biled zu, denn der dort gesprochene Dialekt trägt die typischen Kennzeichen des Rheinfränkischen und im geringeren Maße die des Moselfränkischen, obwohl bei der Ansiedlung die moselfränkischen Einwanderer überwogen. Damit ist die Billeder Mundart eine rheinfränkisch-moselfränkische Mischmundart in der die rheinfränkischen Kennzeichen in der Mehrzahl verblieben sind und sich davon die pfälzischen durchgesetzt haben – deshalb nennt man diese auch „Fescht-Mundart“.

## Sprichwörter und Redensarten
Billeder Mundart – gesammelt von Jakob Martini
- De is of de Hund komm.
- De hat sich die Zänn ausgebiss.
- De hat et fauschtedick hinner de Ohre.
- Wann mer dem die Hand geft, muss mer die Fingre nohzähle.
- De hat ke Hänn, de hat Schmierbreder.
- De pheift ausm letschte Loch.
- Geld wie Mischt, nor käns in der Kischt.
- Wann' s ums Geld geht, heert die Freindschaft uf.
- Das is e arme Schlucker.
- De wo lang Supp esst, de lebt lang.
- De Richter un de Schinner, die sen wie Gschwisterkinner.
- Besser bäurisch gfahr wie herrisch zu Fuß gang.
- Alles is Schwindl, nor en der Milich is Wasser.
- Et es noch kä Gelehrte vom Himml gfall.
- Wann de Esl sich wohlfielt, geht ne ofs Eis tanze.
- De hat die Katz em Sack ghaaft.